# Cantó de Vila Amblard
El cantó de Vila Amblard és un cantó francès del departament de la Dordonya, situat al districte de Brageirac. Té 17 municipis i el cap és Vila Amblard.

## Municipis
- Beuregard e Bassac
- Belesmas
- Camp Sègret
- Clarmont de Beuregard
- Dovila
- Gleisa Nueva d'Eissac
- Eissac
- La Vaissièra
- Maurencs
- Montanhac de Cremsa
- Sent Jòrgi de Montclar
- Sent Alari d'Estiçac
- Sent Joan d'Estiçac
- Sent Joan d'Eiraud
- Sent Júlian de Cremsa
- Sent Martin dei Combas
- Vila Amblard

## Història
| Data d'elecció                           | Identitat            | Partit | Qualitat |
| ---------------------------------------- | -------------------- | ------ | -------- |
| 1982-1988                                | Henry de Montferrand | RPR    |          |
| 1988-                                    | Jean Fourloubey      | PS     |          |
| les dades anteriors no són pas conegudes |                      |        |          |
|                                          |                      |        |          |

## Demografia
| 1962  | 1968  | 1975  | 1982  | 1990  | 1999  | 2006  |
| ----- | ----- | ----- | ----- | ----- | ----- | ----- |
| 5.248 | 4.823 | 4.628 | 4.779 | 4.967 | 5.058 | 5.436 |